# Zelandoperla agnetis
Zelandoperla agnetis is een steenvlieg uit de familie Gripopterygidae. De wetenschappelijke naam van de soort is voor het eerst geldig gepubliceerd in 1967 door McLellan.